# Karen O
Karen O, född Karen Lee Orzolek 22 november 1978, är sångare i rockbandet Yeah Yeah Yeahs. Hon föddes i Sydkorea men växte upp i New Jersey i USA. Karens mor är korean och hennes far är polack.
I bandet Yeah Yeah Yeahs har Karen en viktig roll som underhållare och sångare. På scenen är hon klädd i kläder designade av vännen Christian Joy. I en intervju har Karen sagt att hon ofta skadar sig på scen, då bandet är kända för sina energisprakande shower.
Karen O har även gjort musiken till Spike Jonzes film Till vildingarnas land (2009).

## Diskografi

### Soloalbum
- 2014 – Crush Songs
- 2015 – Live from Crush Palace
- 2019 – Lux Prima (med Danger Mouse)

### EPs med Yeah Yeah Yeahs
- 2001 – Yeah Yeah Yeahs
- 2002 – Machine
- 2007 – Is Is

### Studioalbum med Yeah Yeah Yeahs
- 2003 – Fever to Tell
- 2006 – Show Your Bones
- 2009 – It's Blitz!
- 2013 – Mosquito

### Soundtrackalbum
- 2009 – Where the Wild Things Are: Motion Picture Soundtrack (Karen O and the Kids)